# Batalla de la Selva Arsia
La batalla de la Selva Arsia fue una batalla en el año 509 a. C. entre las fuerzas republicanas de la antigua Roma, por un lado, y las fuerzas etruscas de Tarquinia y Veyes liderados por el depuesto rey romano Tarquinio el Soberbio en el otro. La batalla tuvo lugar cerca de la selva Arsia en territorio romano y resultó en una victoria de Roma, pero con la muerte de uno de sus cónsules, Lucio Junio Bruto.
La batalla fue una de una serie de intentos por parte de Tarquinio para recuperar el trono y también puede ser visto como parte de un conflicto permanente entre las ciudades etruscas y el Estado romano en expansión. La batalla forma parte de la historia temprana de Roma, que es, probablemente, en parte legendaria.

## Antecedentes
En 509 a. C. la monarquía romana fue derrocada, y la República romana comenzó con la elección de los primeros cónsules. El depuesto rey, Tarquinio el Soberbio, cuya familia se originó a partir de Tarquinia, en Etruria, obtuvo el apoyo de las ciudades etruscas de Tarquinia y Veyes, recordando las primeras pérdidas regulares de la guerra y de la tierra en el Estado romano, y para este último los lazos familiares.

## Desarrollo de la batalla
Los ejércitos de las dos ciudades siguieron a Tarquinio a la batalla, y los cónsules romanos llevaron el ejército romano a su encuentro, Publio Valerio Publícola al mando de la infantería romana y Lucio Junio Bruto de los équites. Del mismo modo que el rey mandó a la infantería de los etruscos, y su hijo Arrunte Tarquinio tenía el mando de la caballería.
La caballería se unió primero a batalla junto a Arrunte Tarquinio, al haber divisado desde lejos a los lictores, y, por consiguiente, reconocer la presencia de un cónsul, pronto se dieron cuenta de que Bruto estaba al mando de la caballería. Los dos hombres, que eran primos, cargaron uno contra el otro y se lancearon hasta la muerte de ambos. La infantería también se unió pronto a la batalla, siendo el resultado en duda durante algún tiempo. El ala derecha de ambos ejércitos fue superior, el ejército de Tarquinia hizo retroceder a los romanos, superados por los veyentinos. Sin embargo las fuerzas etruscas finalmente huyeron del campo de batalla, por lo que los romanos reclamaron la victoria.

## Consecuencias
En la noche después de la batalla, Tito Livio informa de que una voz del que cree es el espíritu de Silvano se oyó venir del bosque cercano, diciendo que "más de los etruscos por uno había caído en la batalla, que el romano obtuvo la victoria en la guerra".
El cónsul Valerio recogió el botín de los etruscos derrotados, y regresó a Roma para celebrar el triunfo el 1 de marzo de 509 a. C., y el funeral de Bruto se llevó a cabo por Valerius con gran magnificencia.
Tito Livio escribe que más tarde en 509 a. C. Valerio volvió a luchar contra los veyentinos. No está claro si esto fue continuo en la batalla de Silva Arsia, o era alguna disputa. Tampoco está claro lo que pasó en esta disputa.